# Сидни Робинсон
Сидни Џон Робинсон (енгл. Sidney John Robinson; Дентон Енглеска 1. август 1876 — Лонг Сатон, 3. фебруар 1956) је био британски атлетичар, троструки освајач медаља на Олимпијским играма 1900. у Паризу.
Он је учествовао на Летњим олимпијским играма 1900. и освојио је три медаље, сребрну медаљу на 2.500 метара са препрекама где је изгубио од Канађанина Џорџа Ортона и бронзану медаљу на 4.000 метара са препрекама. Златну медаљу је освојио у трци 5.000 метара екипно. У екипи су били Енглези Чарлс Бенет, Џон Ример, Алфред Тајсо и Аустралијанац Стенли Роуле. Због учешћа Роулија екипа је била мешовита па је МОК освојене медаље приписао Мешовитом тиму.

## Лични рекорди
- 3 миље 15:04,0 (1898)
- 4 миље 20:16,0 (1898)
- 6 миља 30:52,0 (1898)
- 10 миља 53:12,0 (1898)